# Karibské moře
Karibské moře (anglicky Caribbean Sea, španělsky Mar Caribe, francouzsky Mer des Caraïbes, portugalsky Mar do Caribe (Mar das Caraíbas), nizozemsky Caraïbische Zee) je část Atlantského oceánu ležící v tropické části Ameriky jihovýchodně od Mexického zálivu. Zabírá většinu Karibské desky a je ohraničeno státy Venezuela, Kolumbie a Panama na jihu, státy Kostarika, Nikaragua, Honduras, Guatemala, Belize a poloostrovem Yucatán (patřícím Mexiku) na západě, Velkými Antilami, tj. ostrovy Kuba, Hispaniola, Jamajka a Portoriko na severu a na východě Malými Antilami.
Karibské moře zabírá plochu přibližně 2 754 000 km². Jeho nejhlubším místem je Kajmanský příkop mezi Kubou a Jamajkou s hloubkou 7686 m. Při pobřeží Mexika, Hondurasu a Belize se nachází Chetumalský záliv, Honduraský záliv a Mezoamerický korálový útes. 
Oblast Karibského moře je sužována zemětřeseními, sopečnými výbuchy a sezónními hurikány.
Povrchová teplota moře se pohybuje mezi 24-29°C.

## Ostrovy v Karibiku
- Velké Antily
  - Grand Cayman (největší Kajmanský ostrov)
  - Hispaniola (na ostrově leží Haiti a Dominikánská republika)
  - Jamajka (nezávislý stát)
  - Kuba (nezávislá republika)
  - Portoriko (přidružený stát USA)
- Malé Antily
  - Závětrné ostrovy
    - Anguilla (zámořské území Spojeného království)
    - Antigua (součást státu Antigua a Barbuda)
    - Barbuda (součást státu Antigua a Barbuda)
    - Dominika (nezávislá republika)
    - Guadeloupe (zámořský region Francie)
    - Montserrat (zámořské území Spojeného království)
    - Nevis (součást republiky Svatý Kryštof a Nevis)
    - Panenské ostrovy (rozděleny na Britské Pan. ostrovy a Americké Pan. ostrovy)
    - Saba (součást Nizozemského království)
    - Svatý Bartoloměj (francouzské zámořské společenství)
    - Svatý Eustach (součást Nizozemského království)
    - Svatý Kryštof (republika Svatý Kryštof a Nevis)
    - Svatý Martin (rozdělený mezi francouzské zámořské společenství a autonomní zemi Nizozemského království)

  - Návětrné ostrovy
    - Barbados (člen Commonwealthu)
    - Grenada (člen Commonwealthu)
    - Grenadiny (mezi ostrovy Grenada a Svatý Vincenc)
    - Martinik (zámořský region Francie)
    - Svatá Lucie (nezávislá republika)
    - Svatý Vincenc (součást státu Svatý Vincenc a Grenadiny)
    - Tobago (součást republiky Trinidad a Tobago)
    - Trinidad (součást republiky Trinidad a Tobago)

  - Závětrné Antily
    - Aruba (součást Nizozemského království)
    - Bonaire (součást Nizozemského království)
    - Curaçao (součást Nizozemského království)
    - Isla de Margarita (součást Venezuely)
- ostrovy při pobřeží Střední Ameriky
  - Islas de la Bahía (Honduras)
  - Corn Islands, Cayos Miskitos (Nikaragua)
  - atolové ostrůvky při pobřeží Belize
  - San Andrés a Providencia (Kolumbie)
  - Cozumel (Mexiko)